# كارل بوريش
كارل بوريش (بالألمانية: Karl Buresch) ـ (12 أكتوبر 1878 ـ 16 سبتمبر 1936) هو محامٍ وسياسي نمساوي ينتمي إلى الحزب الاجتماعي المسيحي، شغل منصب مستشار النمسا لأقل من سنة (20 يونيو 1931 ـ 20 مايو 1932) في حقبة الجمهورية الأولى خلفًا للمستشار أوتو إندر.
حصل كارل بوريش على شهادة القانون من جامعة فيينا سنة 1901، وفي 20 يونيو 1931 عُين مستشارًا للنمسا في فترة حافلة بالاضطرابات السياسية، فشكّل وزارة ائتلافية شغل مقاعدها الاجتماعيون المسيحيون والقوميون ذوو التوجه الألماني، بعد أن كان سابقاه إندر وزايبل قد فشلا في مواجهة هذه الأزمة السياسية. غير أن تدهور الأحوال الاقتصادية والأوضاع السياسية أفقد بوريش حلفاءه القوميين، فحكم البلاد بوزارة أقلية بدءًا من يناير 1932. وقد أدخل بوريش عددًا من إجراءات التقشف خلال مستشاريته التي دامت حتى 20 مايو 1932 وانتهت بتولي إنغلبرت دولفوس منصب المستشارية.
عاد بوريش إلى منصب حاكم النمسا السفلى، وفي 16 مايو 1933 انضم إلى وزارة دولفوس، حيث شغل منصب وزير المالية الفيدرالي حتى 17 أكتوبر 1935، ليخلفه لودفيغ دراكسلر. ثم شغل بوريش منصب محافظ بنك الادخارات البريدية (بالألمانية: Österreichische Postsparkasse) في فيينا إلى أن توفي فجأة سنة 1936.